# Список музеїв Албанії
На цій сторінці представлено список музеїв Албанії.

### Археологічні музеї
| № | Назва                            | Фото | Місто   |
| - | -------------------------------- | ---- | ------- |
| 1 | Національний археологічний музей |      | Тирана  |
| 2 | Археологічний музей Дурреса      |      | Дуррес  |
| 3 | Археологічний музей Бутрінта     |      | Саранда |
| 4 | Археологічний музей Аполонії     |      | Фієрі   |
| 5 | Археологічний музей Корче        |      | Корча   |

### Етнографічні музеї
| № | Назва                                    | Фото | Місто      |
| - | ---------------------------------------- | ---- | ---------- |
| 1 | Національний етнографічний музей (Берат) |      | Берат      |
| 2 | Етнографічний музей КруЇ                 |      | Круя       |
| 3 | Етнографічний музей Ельбасану            |      | Ельбасан   |
| 4 | Етнографічний музей Вльори               |      | Вльора     |
| 5 | Етнографічний музей Дурреса              |      | Дуррес     |
| 6 | Етнографічний музей Кукеса               |      | Кукес      |
| 7 | Етнографічний музей Гірокастри           |      | Гірокастра |
| 8 | Етнографічний музей Каваї                |      | Кавая      |

### Музеї історії
| №  | Назва                           | Фото | Місто    |
| -- | ------------------------------- | ---- | -------- |
| 1  | Національний історичний музей   |      | Тирана   |
| 2  | Музей Скандербега               |      | Круя     |
| 3  | Музей конгресу Люшні            |      | Люшня    |
| 4  | Національний музей освіти       |      | Корча    |
| 5  | Національний музей незалежності |      | Вльора   |
| 6  | Історичний музей Шкодера        |      | Шкодер   |
| 7  | Історичний музей Фієрі          |      | Фієрі    |
| 8  | Історичний музей Люшні          |      | Люшня    |
| 9  | Історичний музей Вльори         |      | Вльора   |
| 10 | Меморіальний музей Скандербега  |      | Лежа     |
| 11 | Історичний музей Дібера         |      | Дібер    |
| 12 | Історичний музей Поградецю      |      | Поградец |
| 13 | Історичний музей Грамші         |      | Грамші   |
| 14 | Bunk'Art 1                      |      | Тирана   |
| 15 | Bunk'Art 2                      |      | Тирана   |
| 16 | Музей таємного нагляду          |      | Тирана   |
| 17 | Музей Соломона                  |      | Берат    |
| 18 | Музей комуністичних злочинів    |      | Шкодер   |
| 19 | Музей Збройних Сил Албанії      |      | Тирана   |

### Художні музеї
| № | Назва                                        | Фото | Місто  |
| - | -------------------------------------------- | ---- | ------ |
| 1 | Національна галерея мистецтв Албанії         |      | Тирана |
| 2 | Національний музей фотографії Марубі         |      | Шкодер |
| 3 | Національний музей середньовічного мистецтва |      | Корча  |
| 4 | Музей східного мистецтва «Братко»            |      | Корча  |
| 5 | Національний іконографічний музей «Онуфрі»   |      | Берат  |

### Музеї колекції
| № | Назва                                  | Фото | Місто      |
| - | -------------------------------------- | ---- | ---------- |
| 1 | Музей природничих наук Сабіха Касіматі |      | Тирана     |
| 2 | Музей Банку Албанії                    |      | Тирана     |
| 3 | Музей албанської марки                 |      | Тирана     |
| 4 | Музей Національної гвардії Албанії     |      | Тирана     |
| 5 | Музей зброї (Албанія)                  |      | Гірокастра |
| 6 | Музей годинника (Албанія)              |      | Тирана     |

### Культові музеї
| № | Назва                                | Фото | Місто  |
| - | ------------------------------------ | ---- | ------ |
| 1 | Музей Сапської єпархії               |      |        |
| 2 | Музей Бекташі                        |      | Тирана |
| 3 | Шкодер-Пультський єпархіальний музей |      | Шкодер |